# Mao Arai
Mao Arai (en japonés: 新井万央, Arai Mao; 23 de mayo de 2003) es una deportista japonesa que compite en judo.
Ganó una medalla de plata en el Campeonato Mundial de Judo de 2025 y una medalla de bronce en el Campeonato Asiático de Judo de 2024, ambas en la categoría de +78 kg.

## Palmarés internacional
| Campeonato Mundial  | Campeonato Mundial | Campeonato Mundial | Campeonato Mundial |
| Año                 | Lugar              | Medalla            | Categoría          |
| ------------------- | ------------------ | ------------------ | ------------------ |
| 2025                | Budapest (Hungría) | Medalla de plata   | +78 kg             |
| Campeonato Asiático |                    |                    |                    |
| Año                 | Lugar              | Medalla            | Categoría          |
| 2024                | Hong Kong (China)  | Medalla de bronce  | +78 kg             |